# Укроборонпром
«Українська оборонна промисловість» (скор. Укроборонпро́м або УОП) — це акціонерне товариство, яке об'єднує державні багатопрофільні підприємства різних галузей оборонної промисловості України.

## Статус
Складається з підприємств, що діють у сфері озброєння, військової і спецтехніки та боєприпасів, беруть участь у військово-технічному співробітництві з іншими державами. Функції з управління Концерном та контроль за його діяльністю здійснює Кабінет Міністрів України.
До складу Концерну входять наукові установи та промислові підприємства 9 оборонних галузей:
- авіаційної промисловості;
- суднобудівної промисловості;
- оборонної промисловості (наукові установи і підприємства, які забезпечують створення, виробництво, ремонт, модернізацію та утилізацію озброєння і військової техніки);
- радіоелектронної промисловості;
- галузей приладобудування і засобів зв'язку;
- боєприпасної галузі;
- галузі спеціальної хімії.

## Історія
ДК «Укроборонопром» створений у результаті адміністративної реформи 2010 року відповідно до Указів Президента України Віктора Януковича від 9.12.2010 № 1085 і від 28.12.2010 р. № 1245, Постанов Кабінету Міністрів України від 29.12.2010 р. № 1221 і від 31.08.2011 р. № 993.
З вересня 2013 року підприємства-учасники Концерну групуються за п'ятьма основними напрямками діяльності та продукції:
- авіабудування та авіаремонту;
- високоточних озброєнь та боєприпасів;
- з виробництва бронетанкової, автомобільної, інженерної та спеціальної техніки;
- суднобудування та морської техніки;
- радіолокації, радіозв'язку та систем ППО.

В окрему групу в Концерні зведені підприємства, уповноважені на здійснення зовнішньоекономічної діяльності у сфері експорту та імпорту товарів військового призначення та товарів, що містять державну таємницю. Ці підприємства виконують функцію реалізації на зовнішніх ринках продукції підприємств оборонно-промислового комплексу, включаючи її післяпродажне обслуговування, а також надання послуг з ремонту та модернізації озброєння і військової техніки.
4 липня 2014 року «Укроборонпром» очолив Роман Романов — випускник Міжнародного інституту менеджменту (МІМ-Київ), МВА. За результатами його керівництва Концерн наприкінці 2014 року вперше за довгий час став прибутковим. Чистий дохід «Укроборонпрому» у 2015 році склав 21,6 млрд грн, а у 2016 — 28,3 млрд грн.
Держконцерн першим серед промислових гігантів держави запровадив систему електронних закупівель. Її офіційний старт відбувся ще в жовтні 2014 року. За підсумками 2015 року було заощаджено 304,8 млн грн, а в 2016—476,6 млн грн.
«Укроборонпром» в рази збільшив виробництво техніки та почав системно надавати ЗСУ новітні зразки озброєння. У 2014—2017 рр. Концерн на 100 % виконує Державне оборонне замовлення. У 2017 році «Укроборонпром» передав силовим відомствам 3 673 одиниці зброї та техніки, з них 2 053 — нової та модернізованої.
12 лютого 2018 року Роман Романов заявив про рішення піти у відставку з поста очільника ДК «Укроборонпром». 21 лютого 2018 р. Президент України призначив Генеральним директором Концерну Павла Букіна. На звинувачення у корупційних схемах в «Укроборонпромі» заявили, що журналісти маніпулюють закритою інформацією, яку могли отримати у межах кримінальних проваджень.
У березні 2019 року, після публікації результатів розслідування щодо корупції в «Укроборонпромі» журналістами Bihus.info та після звернень Президента України Петра Порошенка, було порушено окремо майже 10 кримінальних справ та проведено обшуки у всіх їх фігурантів. За інформацією Генерального прокурора України Юрія Луценка була організована схема купівлі у фіктивної структури деталей, за які підприємства концерну розраховувались коштами, після чого ці гроші виводились у готівку та переводились у долари і у такий спосіб фірми уникали сплати податків. Сума збитків, завданих державі через не сплату податків, в результаті оборудок у концерні за даними Державної фіскальної служби склала близько 40 млн гривень.
Загалом з 2014 року було відкрито 480 кримінальних справ через правопорушення на підприємствах концерну «Укроборонпром». Було встановлено збитки на суму понад 350 млн грн, з яких підтверджено ревізіями та експертизами суму близько 100 млн грн. Повідомлено про підозру 112 особам (у тому числі 6 директорів оборонних підприємств та колишній генеральний директор). Триває кримінальне провадження за 150 кримінальними справами. До суду було скеровано 11 проваджень, а також винесено 86 вироків щодо 77 осіб.
4 березня 2019 року, Президент України Петро Порошенко доручив скликати засідання Ради національної безпеки і оборони України щодо реформування концерну «Укроборонпром», а також своїм Указом звільнив заступника голови РНБО України Олега Гладковського. 
Наприкінці квітня 2019 року з'явилась ініціатива ліквідувати концерн «Укроборонпром» та створити замість нього окремий державний орган з розширеними повноваженнями, якому будуть підпорядковані підприємства-учасники концерну, що дозволить зменшити корупційні ризики в оборонній сфері та ліквідувати значну кількість фірм-«прокладок».
У червні 2019 року Фонд державного майна України включив до переліку малої приватизації 9 підприємств «Укроборонпрому», серед яких Івано-Франківський котельно-зварювальний завод, Ніжинський ремонтний завод інженерного озброєння, Чернігівський ремонтний завод, Вінницький авіаційний завод «ВІАЗ», Запорізький автомобільний ремонтний завод, ДП «Укроборонресурси», Херсонський завод «Судмаш», Центральний науково-дослідний інститут навігації і управління і Харківський завод транспортного устаткування.
У грудні 2020 року Кабінет Міністрів України прийняв постанову про виведення зі складу «Укроборонпрому» 17 підприємств, 16 з яких будуть передані до Фонду державного майна України з метою їх подальшої приватизації; ще одне перейде до сфери управління Міністерства оборони України.
3 грудня 2020 року президент Володимир Зеленський призначив директором «Укроборонпрому» Юрія Гусєва.
21 грудня 2020 року Юрій Гусєв підписав наказ про початок корпоратизації Концерну.
21 травня 2021 року членами наглядової ради «Укроборонпром» були призначені: Тимофій Милованов, Носов Олександр Григорович, Ростислав Шурма.
13 травня було засновано спільне підприємство «Укроборонпрома» та німецької компанії Rheinmetall.

### Реорганізація
У квітні 2023 року Кабмін вирішив перетворити державний концерн на акціонерне товариство, що має повністю належати державі, це мало стати одним з ключових кроків до реформування державного сектору оборонно-промислового комплексу України. Однією з причин реорганізації став прихід до України західних оборонних компаній, зокрема, Rheinmetall: вони не мали практики створення спільного бізнесу з «державним підприємством», але потребували надійного партнера в Україні, що й прискорило корпоратизацію підприємства.
29 червня 2023 року офіційно проголошено реорганізацію державного підприємства «Укроборонпром» у Акціонерне товариство «Українська оборонна промисловість», а її керівником призначено Германа Сметаніна.

## Структура
До складу Концерну входить 118 підприємств ВПК України, з яких 21 — на тимчасово окупованій території.

## Місія
На момент створення Державного концерну «Укроборонпром» ситуація, що склалась в оборонній промисловості, характеризувалась недостатньою ефективністю управління державною власністю із застосуванням командно-адміністративних методів, розпорошеністю підприємств між цілою низкою органів управління, а також не завжди доцільним розподілом і використанням бюджетних коштів. Це стало основним аргументом щодо необхідності переходу до ринкових методів управління в ОПК.
У результаті переважна більшість підприємств галузі були передані в управління Державному господарському об'єднанню — Державному концерну «Укроборонпром». Під одним керівництвом були об'єднані підприємства з проєктування, виробництва та реалізації оборонної продукції як для внутрішніх потреб, так і на зовнішньому ринку.
Зазначені обставини визначають цілі Концерну:
- найбільш повне задоволення потреб Збройних Сил України та інших військових формувань в новітніх зразках озброєння, здійснення модернізації, ремонту та утилізації;
- зміцнення міжнародного авторитету України за рахунок розширення ринків збуту конкурентоздатної продукції ОПК (зростання експорту озброєнь та валютних надходжень);
- підвищення ролі вітчизняного оборонно-промислового комплексу у соціально-економічному розвитку країни (збільшення обсягу продаж, виробництва та ВВП, збільшення виробітку на одного працюючого та рівня середньої заробітної плати, збільшення податкових платежів).

## Завдання
Головними завданнями Концерну є:
- здійснення централізованого регулювання, контролю та координації діяльності учасників Концерну;
- сприяння у використанні і розвитку експортного, виробничого та науково-технічного потенціалу учасників Концерну;
- створення і забезпечення системи продажу високотехнологічної промислової продукції, узагальнення результатів інтелектуальної діяльності та виконання робіт і послуг;
- сприяння учасникам Концерну в проведенні прикладних досліджень за перспективними напрямами розвитку науки і техніки, впровадження у виробництво передових технологій;
- залучення інвестицій в оборонно-промисловий комплекс для створення конкурентоспроможних зразків високотехнологічної промислової продукції;
- розробка відповідних документів та реалізація маркетингових стратегій;
- освоєння міжнародних ринків озброєння, військової та спеціальної техніки.

## Керівники
1. Саламатін Дмитро Альбертович (04.01.2011—08.02.2012)
2. Перегудов Дмитро Олександрович (08.02.2012—26.07.2012)
3. Громов Сергій Володимирович (26.07.2012—07.03.2014)
4. Дрозд Валентина Іванівна (07.03.2014—14.03.2014) т.в.о.
5. Аверченко Сергій Миколайович (14.03.2014—21.03.2014) в.о.
6. Терещенко Юрій Федорович (21.03.2014—04.07.2014) в.о.
7. Романов Роман Анатолійович (04.07.2014—12.02.2018)[13][35]
8. Букін Павло Юрійович (21.02.2018—30.08.2019)[36][37]
9. Айварас Абромавичус (30.08.2019—07.10.2020)[38]
10. Фоменко Ігор Олександрович (06.10.2020—03.12.2020), в.о.[39]
11. Гусєв Юрій Веніамінович (03.12.2020[40]—27.06.2023[41])
12. Сметанін Герман Володимирович (28.06.2023 - 4.09.2024)[42][43].
13. Гуляк Олег Вікторович (5.09.2024 - 21.10.2024), в.о.[44][45]
14. Сметанін Герман Володимирович (з 22.7.2025)[46]

### Чинне керівництво
1. Давід Ломджарія, Голова наглядової ради[47].

- Сметанін Герман Володимирович генеральний директор (з 20.8.2025)[48].

## Специфіка ОПК України
Специфіка ОПК України полягає в тому, що тільки по невеликій кількості військової продукції він володіє замкнутим циклом виробництва. На момент здобуття незалежності на території України знаходилося близько 750 підприємств оборонної промисловості із загальною чисельністю персоналу 1,5 млн осіб. У виконанні оборонних замовлень брали участь 140 науково-технічних і науково-виробничих організацій.
У цілому на частку України припадало близько 30 % всієї оборонної промисловості Радянського Союзу.
З 2014 року Концерн стрімкими темпами налагоджує самостійний випуск усіх необхідних складових, які досі постачалися з Російської Федерації. «Укроборонпром» сприяє залученню регіонів України до програми імпортозаміщення. Станом на 2017 рік у проєкті задіяно 21 регіон, 425 підприємств та понад 200 тисяч фахівців.

## Сучасний стан
У січні 2015 року Генеральний директор концерну Роман Романов заявив, що в планах Концерну на поточний рік — збільшення виробництва танків «Оплот» з 5 до 40 одиниць. А у 2016 році Концерн планує вийти на показник 100—120 танків щорічно. Також підприємства «Укроборонпрому» налагодили серійне виробництво бронеавтомобілів «Дозор», які до цього не були на озброєнні ЗС України.
Наприкінці січня 2015 керівники ДК «Укроборонпром» і конструкторського бюро «Південне» підписали документ про поглиблення співпраці між підприємствами у сфері мирного космосу та імпортозаміщення.
«Укроборонпром» розробив Номенклатурний каталог продукції оборонного призначення, який допоможе об'єднати зусилля усіх підприємств українського ОПК та пришвидшити імпортозаміщення. Перше видання Номенклатурного каталогу налічує понад 6000 позицій.
6 листопада 2014 року було запущено електронну систему проведення тендерних торгів «IТ Enterprise». У 2016 році Концерн зекономив 476,6 млн грн завдяки електронним закупівлям.
5 лютого 2015 року ДК «Укроборонпром» оголосив про початок роботи над програмою реформування і розвитку військово-промислового комплексу України на період до 2020 року.
31 березня 2015 року, Кабінет Міністрів України своєю постановою виключив зі складу державного авіабудівного концерну «Антонов» державне підприємство «Антонов» і включив його до складу ДК «Укроборонпром». «Антонов» у складі Концерну збільшив прибуток у 4 рази.

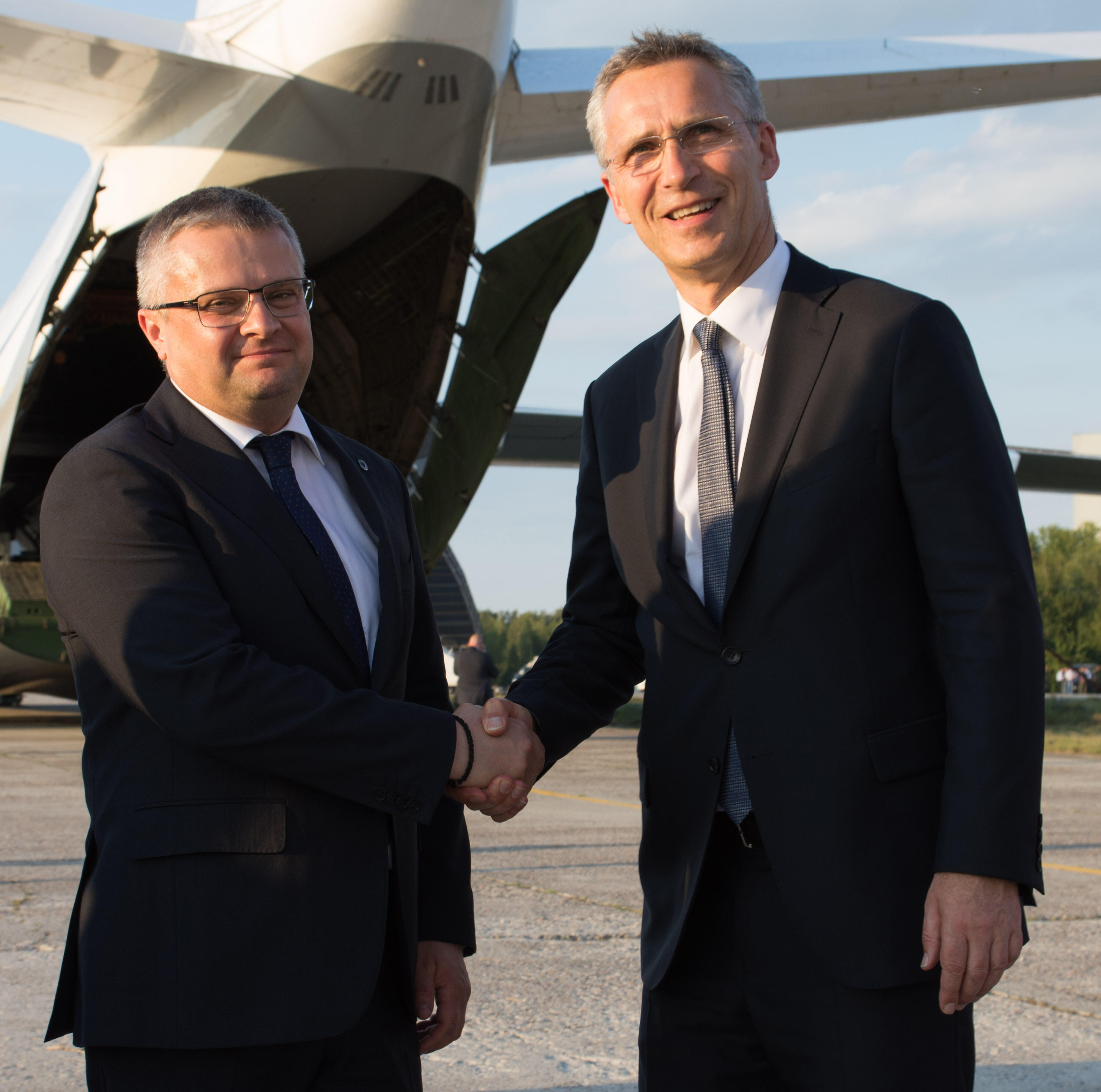
Зустріч генсека НАТО Єнса Столтенберга із очільником «Укроборонпрому» Романом Романовим, 2017

У 2016 році Концерн створив у своїй структурі літакобудівний кластер — Українську авіабудівну корпорацію. «Укроборонпром» консолідує усі авіабудівні потужності країни, фундаментом яких став ДП «Антонов». До складу корпорації увійшли ПАТ УКРНДІАТ, ДП «Новатор», ДП "Харківський машинобудівний завод «ФЕД», ДП «Харківське агрегатне конструкторське бюро» і ПАТ Завод «Маяк».
У травні 2016 року «Укроборонпром» посів 9 місце у рейтингу найбільш інноваційних компаній держави, який склав «Forbes Україна» на основі експертних оцінок.
26 серпня 2016 року «Укроборонпром» підписав Меморандум про співпрацю з екс-керівником Агентства передових оборонних дослідницьких проєктів (DARPA) Ентоні Тетером. Він став радником з питань довгострокового розвитку Концерну.
10 липня 2017 року, Генеральний секретар НАТО Єнс Столтенберг під час візиту до Києва високо оцінив транспортні літаки «Антонова». Він обговорив з очільником «Укроборонпрому» Романом Романовим перспективи розширення програми SALIS зі стратегічних транспортних перевезень для країн-членів НАТО та прискорення переходу підприємств Концерну на випуск продукції за стандартами Альянсу.
У щорічному світовому рейтингу виробників озброєння за 2017 рік аналітичного видання Defense News Концерн посів 62 місце. Західні аналітики відзначили високі темпи нарощування виробництва сучасної військової техніки. У 2016 році «Укроборонпром» посів 68 місце, а у 2015 році — 92 місце.
За 2014—2017 роки «Укроборонпром» піднявся на 14 позицій — з 91 на 77 місце — у світовому рейтингу виробників зброї SIPRI.
У 2017 році «Укроборонпром» разом з американською компанією Delphi Corporation запустив нове підприємство «Електричні системи». Воно стало офіційним постачальником комплектуючих для продукції Mercedes.
Проєкт Cyber Guard від «Укроборонпрому» став генеральним партнером кіберфоруму HackIT-2017. У заході взяв участь співзасновник Apple Стів Возняк.
З 1 січня 2020 року підприємства «Укроборонпрому» добровільно перейшли на закупівлі через систему Prozorro. За підсумками 2020 року Концерн посів 11 місце серед закупівельників, які найбільше зекономили на тендерах, в рейтингу Державного підприємства «Прозорро».
В січні 2021 року «Укроборонпром» створив Реєстр нерухомого майна, яке належить підприємствам-учасникам Концерну, доступного для оренди.
9 серпня 2023 року було повідомлено, що АТ «Українська оборонна промисловість» зайняло 65 місце у рейтингу найбільших військово-промислових компаній світу за версією Defense News. За рік підприємство піднялось на 24 позиції (з 89 місця за підсумками 2021 року). Це найвищий темп росту серед усіх 100 компаній, представлених у рейтингу.
17 лютого 2024 року АТ «Українська оборонна промисловість», задля посилення оборонних потужностей, підписало Меморандум з німецькою компанією Dynamit Nobel Defence, яка свого часу була заснована Альфредом Нобелем.
З 2022 до 2023 року виручка компанії зросла на 72% — з 1,28 до 2,2 млрд доларів. Завдяки цьому підприємство вперше потрапило до 50 найбільших компаній світу за обсягом збройових замовлень у рейтингу видання Defense News за 2024 рік, піднявшись із 65 до 49 місця.

## Співпраця з університетами
Концерн працює з провідними університетами України, такими як Києво-Могилянська Академія, Київський політехнічний інститут, НТУ «ХПІ», ХНУ ім. В. Н. Каразіна, ХАУ ім. М. Є. Жуковського, ХНУ радіоелектроніки та ХУ Повітряних сил ім. І.Кожедуба.
Найкращі винаходи студентів втілюються у життя, зокрема, науковці національного університету «Київський політехнічний інститут» розробили власний безпілотний авіаційний комплекс. Студенти вишів також проходять практику на підприємствах «Укроборонпрому».
У 2016 році «Укроборонпром» почав співпрацювати із кращими бізнес-школами країни. Зокрема, з Міжнародним інститутом менеджменту і Києво-Могилянською бізнес-школою. Навчання проходять управлінці вищого рівня, менеджмент заводів середнього рівня та виробничники.
Наприкінці 2017 року «Укроборонпром» та Київський політехнічний інститут ім. Ігоря Сікорського відкрили нову магістерську програму «Управління у сфері оборонно-промислового комплексу».
У 2017 році завершилася серія навчальних програм MBA для фахівців «Укроборонпрому», в тому числі спільна з бізнес-школою США Thunderbird School of Global Management та Міжнародним інститутом менеджменту в Києві.
У 2021 році Укроборонпром спільно з КПІ ім. Ігоря Сікорського запустив Школу професійного розвитку інженерів-конструкторів. Співробітництво Концерну з КПІ також передбачає створення програми підготовки інженерів-конструкторів імені Олега Антонова. Також Концерн започаткував співпрацю з Київською школою економіки, Національним технічним університетом «Одеська політехніка» та іншими провідними закладами освіти й науки.

## Нові розробки
Підприємства Концерну завершили новітні розробки керовані протитанкові ракети Р-3, Р-2М, комплексу «Корсар», вертолітних ракет «Альта», трикоординатної оглядової радіолокаційної станції 80К6К1, спеціальних бойових модулів на імпортні бронеавтомобілі «Саксон» та HMMWV, тактичної колісної бойової машини «Дозор-Б».
Розпочато випуск нових БРДМ-2ДІ «Хазар» (броньованих розвідувально-дозорних машин). Модернізовано важку бойову машину піхоти на базі танка Т-64. Створено виробничу кооперацію для забезпечення виробництва БТР-3 (10 підприємств-учасників Концерну), БТР-4 (13 підприємств-учасників Концерну), БМ «Оплот» (8 підприємств-учасників Концерну).
Концерн почав виробництво безпілотних літальних апаратів виключно з вітчизняних деталей. Влітку 2016 року ДК «Укроборонпрм» представив модель безпілотного авіаційного комплексу «Горлиця» та дослідний зразок безпілотного тактичного багатоцільового транспортного засобу «Фантом».
28 вересня 2016 року, на міжнародній виставці озброєнь «ADEX-2016» в Азербайджані, Концерн представив новий бойовий модуль «Тайпан», технічні характеристики якого відповідають кращим західним зразкам.
Також у 2016 році «Укроборонпром» розробив і представив: цифрову систему управління вогнем «Мисливець», бойові модулі «Дуплет» та «Кастет», 60 мм міномет КБА.118, транспортний літак Ан-132. У березні 2017 року Ан-132 успішно здійснив перший політ.
На 13-й Міжнародній виставці військової техніки «IDEF-2017» у Стамбулі «Укроборонпром» представив переносний реактивний гранатомет «Корсар» виробництва вітчизняного ДП «ДККБ „Луч“».
Концерн у 2017 році успішно реалізував низку міжнародних проєктів. Спільно з американською компанією Aeroscraft він представив автоматичний карабін M4 – WAC-47 за стандартами НАТО. Його можна адаптувати під різноманітні калібри, в тому числі 5.56х45 NATO.
Також були створені та продемонстровані одразу два українсько-польські проєкти: основний бойовий танк PT-17 та система залпового вогню ZRN-01 Stokrotka.
У листопаді 2017 року перший український ударний безпілотник «Горлиця» виконав перший політ.
У 2017 році «Укроборонпром» успішно випробував новий український ракетний комплекс «Вільха». Виробляють унікальні корпуси ракет з надміцних сплавів на новій технологічній лінії ДАХК «Артем». В жовтні 2018 року ракетний комплекс було прийнято на озброєння Збройних Сил України та направлено в серійне виробництво. 4 квітня 2019 року на полігоні на Одещині відбулися контрольні випробування модернізованої версії ракетного комплексу «Вільха-М» із підвищеною точністю і більшим радіусом дії.
У лютому 2019 року на виставці IDEX-2019 вперше широкому загалу було представлено макет наземного комплексу «Нептун». 5 квітня 2019 року на полігоні в Одеській області пройшли випробування комплексу РК-360МЦ «Нептун». 23 серпня 2020 року комплекс РК-360МЦ «Нептун» прийнято на озброєння ЗСУ.
Восени 2020 року пройшли успішні випробування новітньої реактивної системи залпового вогню «Буревій». Ця система розглядається, як заміна застарілим РСЗВ «Ураган», які знаходяться на озброєнні ЗСУ.
У листопаді 2020 року КБ Луч презентувало проєкт ударного БПЛА власної розробки Сокіл-300.
В 2020 році закінчено перший етап розробки конструкторської документації проєктів глибокої модернізації танків Т-64 та «Оплот», що отримали назви «Краб» та «Бастіон».
В червні 2021 року під час виставки «Зброя та безпека» вперше було продемонстровано дрон-камікадзе «Мисливець» і реактивний снаряд з термобаричною бойовою частиною РТС-122Б до системи «Спека» від ДАХК «Артем», макет ЗРК середньої дальності та зенітну ракету «Корал» від КБ «Луч», а також макет перспективної бойової машини піхоти розробки Харківського конструкторського бюро з машинобудування БМП-У.

## Міжнародна діяльність
«Укроборонпром» тісно співпрацює з іноземними партнерами і укладає домовленості щодо розгортання виробництва на території України.
22 вересня 2015 року на міжнародній виставці «Зброя та безпека-2015» у Києві «Укроборонпром» домовився про співпрацю з американською компанією «Textron» у сфері виробництва важкої броньованої техніки. Також було досягнуто домовленості про співпрацю між ДП "Антонов та польською компанією «WB Electronics». Україна використовуватиме технології польської компанії в розробці нового тактичного безпілотного авіаційного комплексу для ЗС України.
На ХІІ Міжнародній спеціалізованій виставці «Зброя та безпека 2015» «Укроборонпром» підписав Меморандум про співпрацю з транснаціональною компанією Flir Systems щодо постачання тепловізійного обладнання на потреби української армії та модернізації цими пристроями вітчизняної бронетехніки і Меморандум з канадською компанією Inkas щодо модернізації бронетехніки та створення сучасного центру її обслуговування. З турецькою компанією Aselsan ДК «Укроборонпром» домовився про модернізацію української бронетехніки електрооптичними системами. ДП «Житомирський бронетанковий завод» підписав угоду про співпрацю із польською компанією PSO, згідно з якою завод отримає технології виробництва та оснащення бронетанкової техніки оптичними пристроями.
У рамках однієї з найбільших азійських міжнародних оборонних виставок «Defense & Security-2015» Концерн підписав Рамкову угоду з уповноваженим підприємством з боку Міністерства оборони Таїланду щодо виробництва сучасного українського бронетранспортера БТР-3Е1 та забезпечення його сервісного обслуговування у королівстві. Сторони організують складальне виробництво бронетранспортера і різних модифікацій та машин на його базі.
9 жовтня 2015 року ДК «Укрспецекспорт», що входить до складу ДК «Укроборонпром», та ТОВ «Казахстанська авіаційна індустрія» підписали Угоду про співробітництво в авіаційній сфері. Співробітництво передбачає організацію на базі Авіаційно-технічного центру ТОО «КАІ» (Астана) сервісного центру з технічного обслуговування і ремонту літаків ДП «Антонов» та виробничу кооперацію у виготовленні комплектуючих до цих літаків. Також сторони домовились про розробку і виробництво безпілотних літальних апаратів цивільного і військового призначення та вирішили питання постачання, ремонту і технічного обслуговування авіаційних тренажерних комплексів.
12 листопада 2015 року, у рамках міжнародного авіаційного салону Dubai Air Show, ДП «Антонов» та компанія Taqnia Aeronautics підписали два Меморандуми щодо взаємодії у просуванні на ринок Саудівської Аравії 4 санітарних літаків Ан−148−100ЕМ, 4 розвідувально−рятувальних варіантів Ан−132 та 2 постановників радіоперешкод на базі цього літака.
19 листопада 2015 року «Завод 410 ЦА», що входить до складу Концерну, підписав новий контракт з Військово-повітряними силами Єгипту. Підприємство адаптує три літаки Ан-74 під вимоги країни-експлуатанта. Домовленість передбачає участь фахівців заводу в супроводі експлуатації та ремонту цих літаків.
Крім того, Україна успішно виконала контракт з Індією на 400 млн дол. «Завод 410 ЦА» здійснив капітальній ремонт і переобладнання модернізованих військово-транспортних літаків АН-32RE.
Сума укладених в 2015 році експортних контрактів склала більше $1,3 млрд.
Також Концерн співпрацює з НАТО. Альянс розглядає можливість участі обладнання, що розроблено в Україні (зокрема АРГАС «ОЛІМП-2» розробки ДП «Київський науково-дослідний інститут гідроприладів») у військово-морських навчаннях. Концерн веде активну роботу для наближення продукції українського ОПК до стандартів НАТО. Створено окремий підрозділ в межах Концерну. 8 підприємств взяли участь в проєкті робочої групою НАТО по кодифікації AS-135 та отримали доступ до бази даних НАТО в онлайн режимі. У квітні 2016 року у стінах Концерну створено офіс дорадчої підтримки НАТО. Пріоритет співпраці — розробка дорожньої карти переходу української оборонної промисловості на стандарти НАТО та поглиблення партнерства із країнами-членами Альянсу.
21 лютого 2016 року ДП «Антонов», який входить до Концерну, та компанія «Taqnia»  підписали Угоду про кооперацію щодо будівництва літакобудівного комплексу та організації виробництва літаків Ан-132 у в Королівстві Саудівська Аравія. 
Результатом однієї з найбільших міжнародних виставок «DefExpo — 2016» стала домовленість ДП «СпецТехноЕкспорт» і ДП «Антонов» про масштабне партнерство у військово-технічній сфері з індійською компанією «Рілайенс Діфенс Лімітед». Сторони підписали три угоди про партнерство у сфері літакобудування та авіаремонту, модернізації бронетехніки, обслуговування морської техніки, виробництва та постачання безпілотників. Сторони підписали Меморандум щодо спільної участі у тендері, оголошеному індійською корпорацією «Hindustan Aeronautics Limited». На тендер представлять проєкти виробництва пасажирських і транспортних літаків Ан-148, Ан-158, Ан-178.
У травні 2016 року ДП «Зоря» — «Машпроєкт», яке входить до складу ДК «Укроборонпром», підписало з Міністерством оборони Республіки Індія контракт щодо виготовлення силових установок для кораблів індійських ВМС.
12 липня ДП «Антонов», яке входить до складу Концерну, підписало два контракти з канадською компанією Esterline CMC Electronics під час міжнародного авіакосмічного салону «Farnborough Airshow 2016» у Великій Британії. Згідно із контрактами, транспортний літак Ан-124, а також літаки Ан-148/158/178 матимуть сучасну авіоніку. Крім того, «Антонов» та General Electric домовились разом модернізувати українські літаки. Відповідний Меморандум про співпрацю сторони підписали 21 липня. Також підприємство уклало Меморандум з Pratt & Whitney Canada (P&WC). Згідно із ним, літаки Ан-132 комплектуватимуть новою версією турбогвинтового двигуна PW150A.
У 2016 році Херсонський державний завод «Палада», що входить до складу «Укроборонпрому», підписав контракт щодо виготовлення плавучого доку для компанії «Multimarine Shipyards Ltd» з Кіпру. У 2017 році Концерн успішно виконав контракт та передав новітній композитний автономний плавучий док «ERENEOS» проєкту 50478 кіпрському замовнику.
В період з 30 листопада 2016 року по 01 грудня 2016 року, вперше в історії України, було проведено День оборонної промисловості України у штаб-квартирі НАТО (м. Брюссель, Бельгія) та штаб-квартирі Агенції НАТО з підтримки та постачання NSPA (м. Каппелен, Люксембург), де «Укроборонпром» презентував власну продукцію, у тому числі низку нових проєктів.
У 2016 році «Укроборонпром» підписав понад 70 меморандумів про співпрацю із 20 країнами світу.
На масштабній міжнародній виставці IDEX-2017 безпілотний БТР «Фантом» від «Укроборонпрому» потрапив до ТОП-5 рейтингу аналітичного видання Defence Blog як найбільш цікава бойова машина.
На міжнародній виставці з питань оборони і безпеки LAAD-2017 Defence & Security, що відбулася у квітні 2017 року в м. Ріо-де-Жанейро, Бразилія, «Укроборонпром» домовився про співпрацю у галузі авіатехніки та безпілотних засобів, радіорозвідки та важкої броньованої техніки із країнами Центральної та Південної Америки.
Концерн домовився про пряму співпрацю із підсекретаріатом оборонної промисловості Міністерства оборони Туреччини на міжнародній виставці озброєння IDEF-2017 у травні 2017 року у Туреччині. Також на виставці «Укроборонпром» уклав угоди із турецькими компаніями: Aselsan, MKEK, TAI.
У 2017 році Концерн вперше взяв участь у міжнародній оборонній виставці AUSA-2017 у США. «Укроборонпром» представив там техніку, виготовлену за світовими стандартами. Зокрема, Концерн представив удосконалену версію безпілотного бронетранспортера «Фантом-2».
Останні досягнення авіаційного кластеру Концерн продемонстрував на Dubai Airshow 2017 в ОАЕ.
У 2021 році «Укроборонпром» взяв участь у міжнародній авіаційній виставці Aero India-2021. Серед експонатів Концерну були транспортний літак Ан-178, багатоцільовий транспортний літак Ан-132, безпілотний літальний апарат PD-2, ракетний комплекс «Вільха», радіолокаційна станція 90K6E та авіаційна керована ракета класу «повітря-повітря» Р-27.
В лютому 2021 року Концерн презентував на міжнародній виставці IDEX-2021 низку перспективних розробок та зразків ОВТ, зокрема, модель наземного протикорабельного ракетного комплексу «Нептун» і високоточної реактивної системи «Вільха», зразки протитанкових ракетних комплексів «Скіф» та «Корсар» і макет розвідувально-ударного безпілотника «Сокіл-300». Також публіці було продемонстровано нову модифікацію БТР-4МВ1.

## Програма «Український щит»
Нова програма «Укроборонпрому» — «Український щит» — передбачає високотехнологічне виробництво, інвестиції в ОПК України та оснащення армії сучасними зразками озброєння. Генеральний директор Концерну Роман Романов презентував її на міжнародному форумі «Реформа ДК „Укроборонпром“ та нові можливості співробітництва» 26 листопада 2015 року.
Ключові аспекти програми: імпортозаміщення, оптимізація виробництва та збалансування продуктивних сил. Підприємства Концерну отримають високотехнологічне обладнання та зосередяться на виробництві сучасного озброєння та військової техніки за міжнародними стандартами.  
Розробляється законопроєкт, який дозволить «Укроборонпрому» створювати спільні підприємства із західними партнерами. Це дасть можливість світовим компаніям напряму інвестувати в українську економіку та створить всі умови для стрімкого розвитку вітчизняного ОПК.

## Стратегія реформування ОПК України
У 2016 році «Укроборонпром» розробив стратегію реформування оборонно-промислового комплексу України. Вона складається з 5 ключових ініціатив:
- корпоратизація;
- кластеризація;
- аудит;
- платформа інноваційних розробок;
- захист технологій.

В 2016 році було створено авіабудівну корпорацію на базі ДП «Антонов», а корпоратизація 5 підприємств погоджена з Міністерством оборони України. Триває створення 4 кластерів у сфері бронетанкової техніки, суднобудування, високоточної зброї, систем радіолокації, РЕБ та зв'язку. Було розроблено технічне завдання для проведення незалежного аудиту провідними міжнародними консалтинговими та аудиторськими компаніями. В жовтні 2016 року ініційовано створення «Платформи розвитку інновацій» задля розробки інноваційних проєктів в сфері оборони та залучення інвестицій для їх реалізації.
Ключовими цілями реформування ОПК України є:
- надійність (забезпечення обороноспроможності країни, попередження нових загроз безпеці держави, зміцнення міжнародного авторитету України);
- пасіонарність (драйвер та стимулювання реформи оборонно-промислового комплексу України, створення сприятливого регуляторного середовища);
- інноваційність (динамічний крок на випередження з розвитку інновацій, залучення до співпраці всіх наукових ланок, партнерство з глобальними R&D центрами);
- результативність (максимальна продуктивність, зміцнення фінансової позиції, розширення ринків збуту, розвиток людського капіталу);
- відкритість і прозорість (ліквідація корупційних схем, прозоре володіння активами, сприятлива інформаційна політика, відкритість для міжнародних інвесторів).

У травні 2017 року «Укроборонпром» представив новий сайт-презентацію стратегії реформування оборонно-промислового комплексу України — http://reformdefence.com/. На сайті зібрані всі важливі матеріали за кожним із напрямків стратегії: корпоратизація, кластеризація, аудит, захист технологій та запуск Головної агенції передових досліджень і розробок (ГАРДА), що стане майданчиком, який об'єднає розробників, стартапи, інвестиційні фонди і військових.
У листопаді 2017 року «Укроборонпром» розпочав новий етап реформування — міжнародний аудит. Сформовано тендерний комітет, який обирає консалтингову компанію. До його складу увійшов фахівець Transparency International — Ukraine.
В квітні 2020 року було представлено нову концепцію реформи концерну, в результаті якої сам концерн буде ліквідовано, а замість нього, на основі 65 найперспективніших підприємств концерну буде створено шість окремих галузевих корпорацій об'єднаних в один холдинг: ракетобудівна, авіаційна, авіаремонтна, бронетанкова, радарних та морських систем.
3 грудня 2020 року, на підставі Ухвали слідчого судді Шевченківського районного суду м. Києва, співробітниками СБУ в приміщеннях «Укроборонпрому» та компанії «Укрспецекспорт», яка є учасником Концерну, проводилися обшуки. Обшуки були пов'язані з виконанням зовнішньоекономічних контрактів. Згідно повідомлення, «Укроборонпром» та «Укрспецекспорт» забезпечили максимальне сприяння правоохоронцям та надали всю інформацію та документи в рамках Ухвали суду.

### Закон стосовно трансформації Концерну
21 грудня 2020 року генеральний директор Державного концерну «Укроборонпром» Юрій Гусєв підписав наказ про початок корпоратизації концерну. Очільник «Укроборонпрому» зазначив, що наказ розпочинає підготовку, яка триватиме кілька місяців, протягом яких Верховна Рада має ухвалити необхідний для здійснення трансформації Концерну законопроєкт № 3822.
13 липня 2021 року Верховна Рада України проголосувала у другому читанні та в цілому законопроєкт № 3822 «Про особливості реформування підприємств оборонно-промислового комплексу державної форми власності».
Закон запроваджує сучасну модель корпоративного управління оборонними підприємствами, яка покликана убезпечити їх від корупційних ризиків, конфлікту інтересів та прямого політичного впливу. За перетворення державних оборонних підприємств у компанії відкриті для інвесторів проголосували 256 народних депутатів.
Реформа передбачає перетворення державних та казенних оборонних підприємств, що входять до складу «Укроборонпрому», на господарські товариства, які є гнучкішими за своєю організаційно-правовою формою. При цьому єдиним власником (акціонером) перетворених підприємств державного ОПК буде держава в особі Кабінету Міністрів України.
Крім того, усі новостворені господарські товариства будуть згруповані в науково-виробничі об'єднання за галузевим принципом: бронетехніка, радарні системи, високоточне озброєння та боєприпаси, морські системи, авіаремонт та спецекспортери.
Сам Концерн також буде перетворено в акціонерне товариство, 100 % акцій якого належатиме державі, та виконуватиме роль корпоративного центру, а отже, візьме на себе лідерство в усіх організаційних перетвореннях підприємств-учасників, а згодом і у залученні інвестицій.

## Продукція

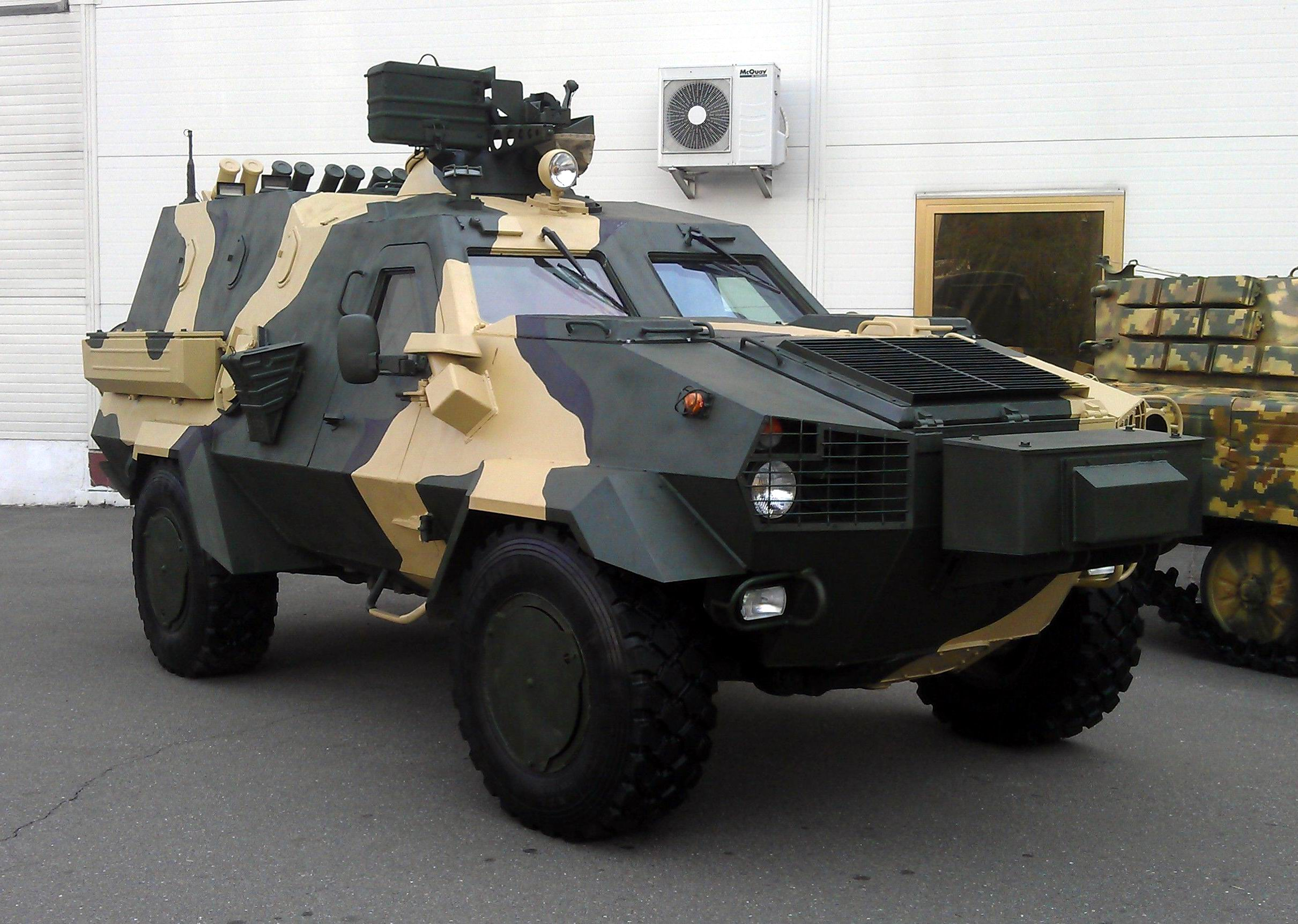
Дозор-Б
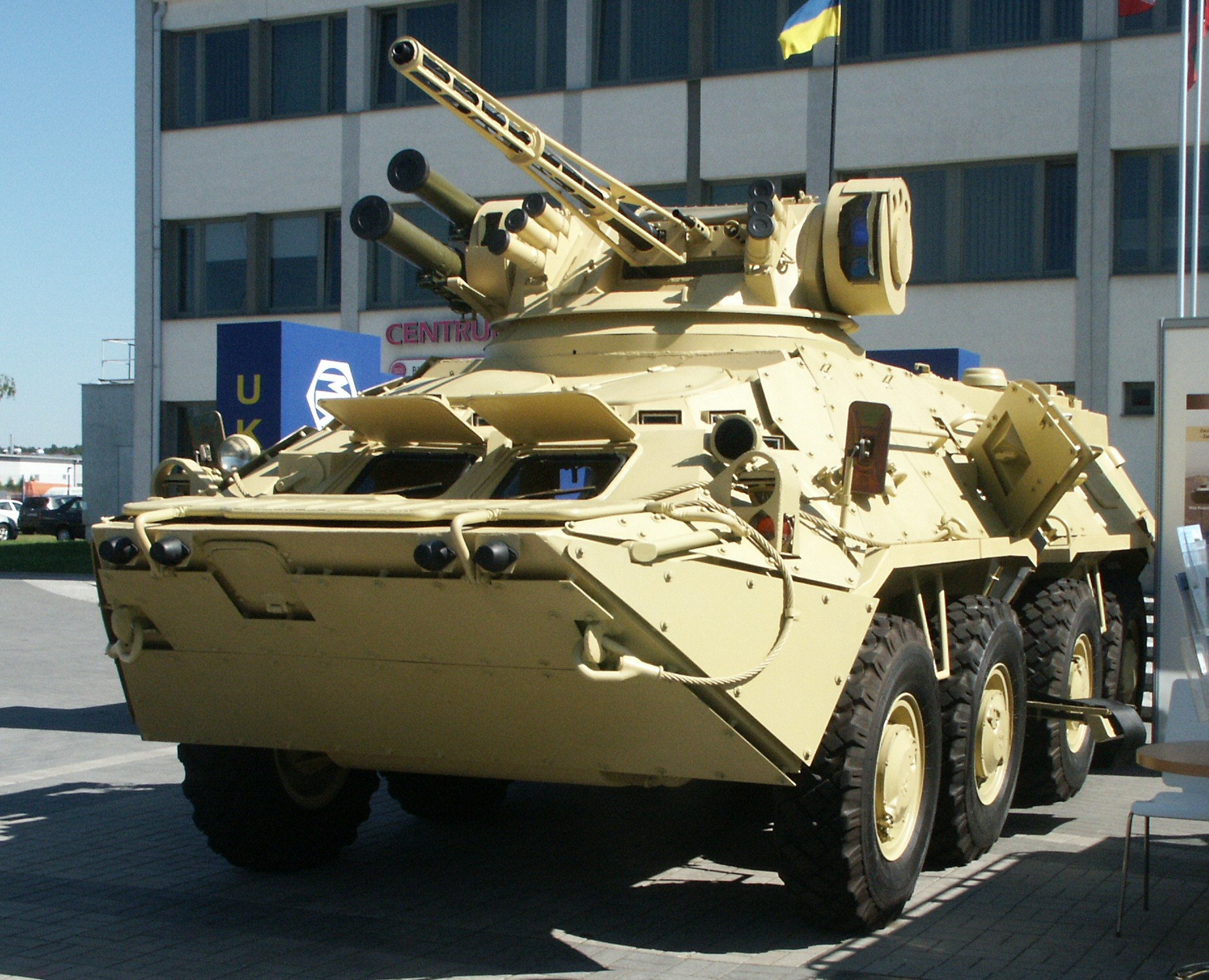
БТР-3Е1
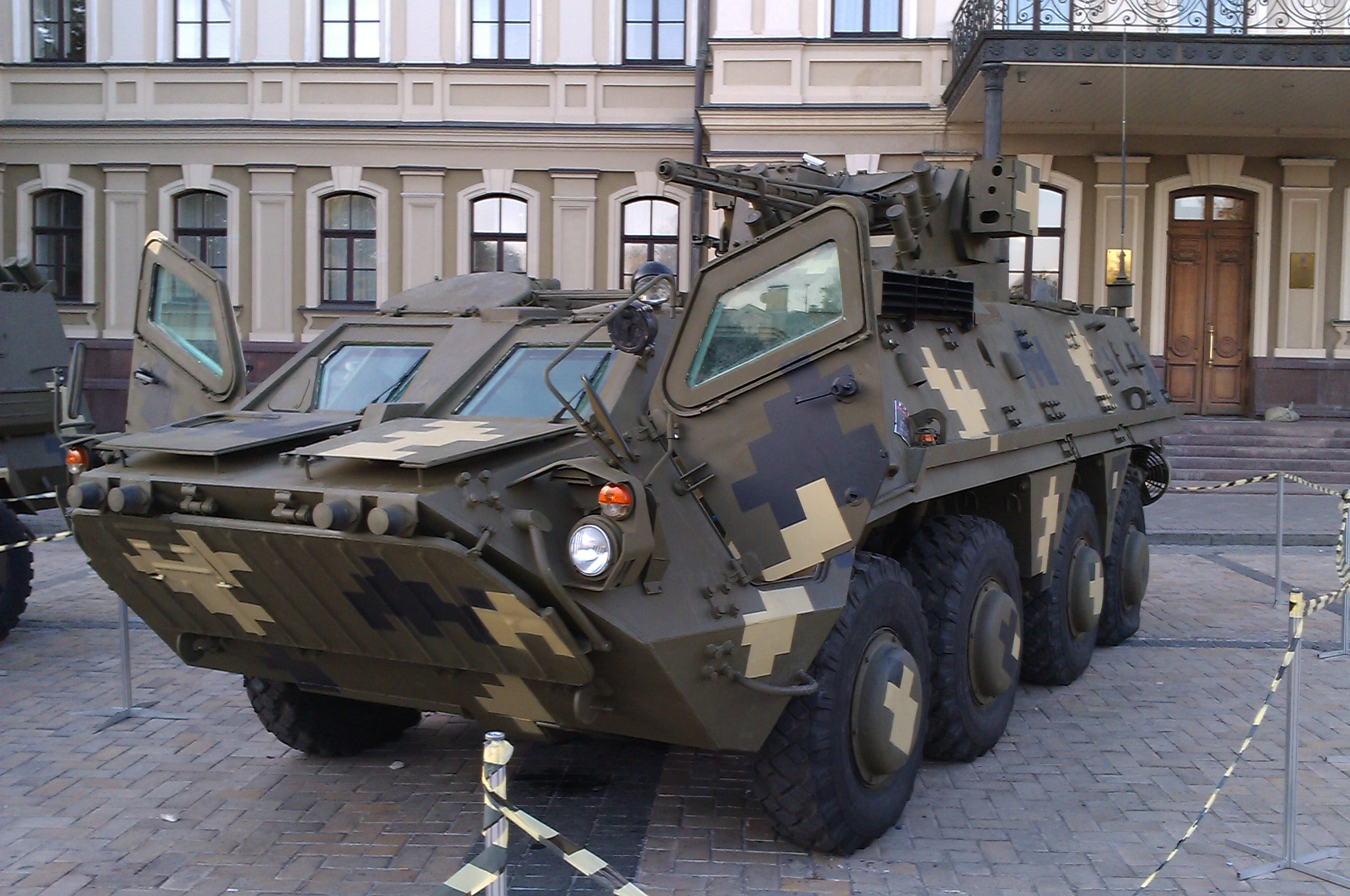
БТР-4
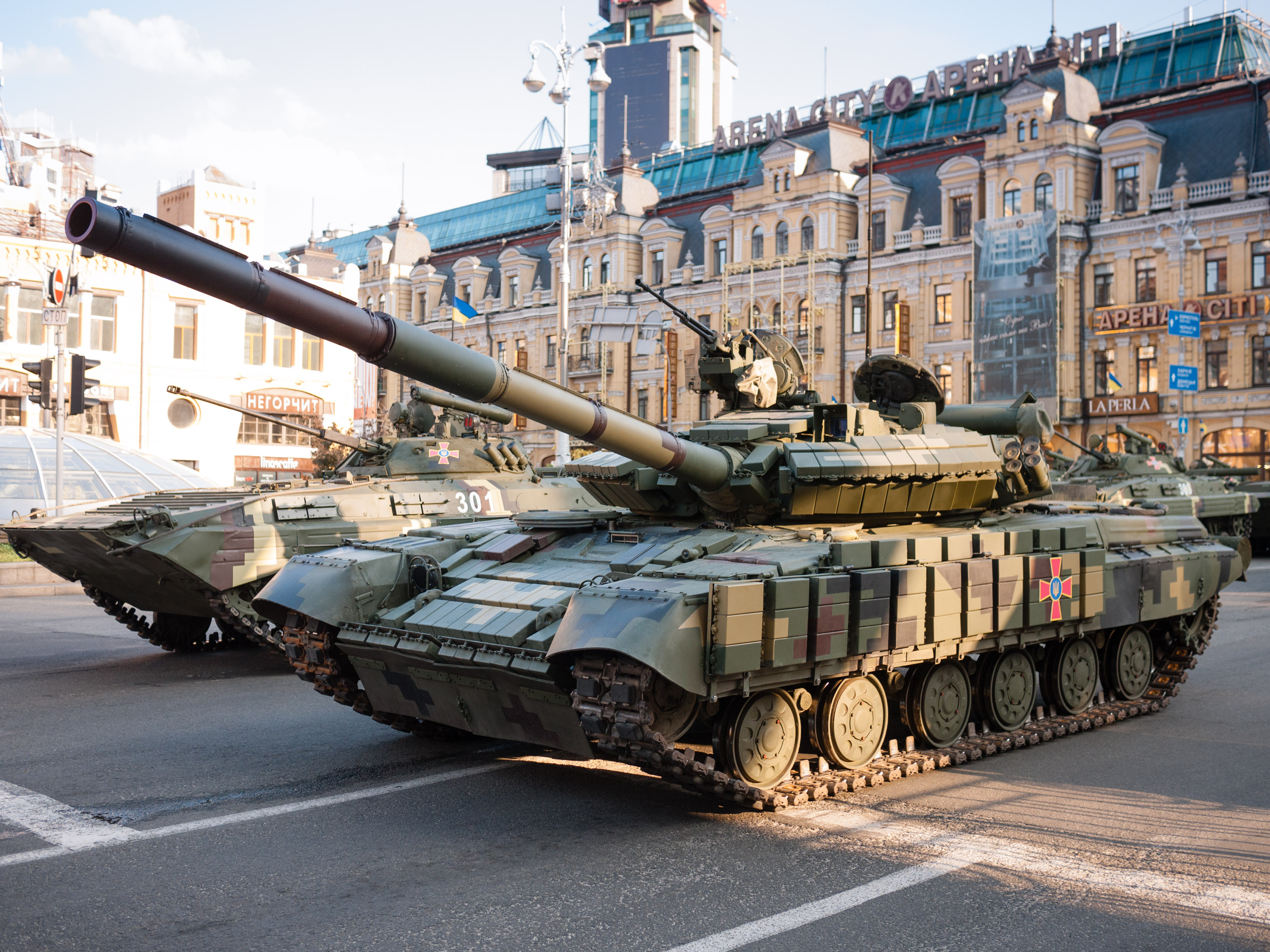
Т-64БВ зразка 2017 року
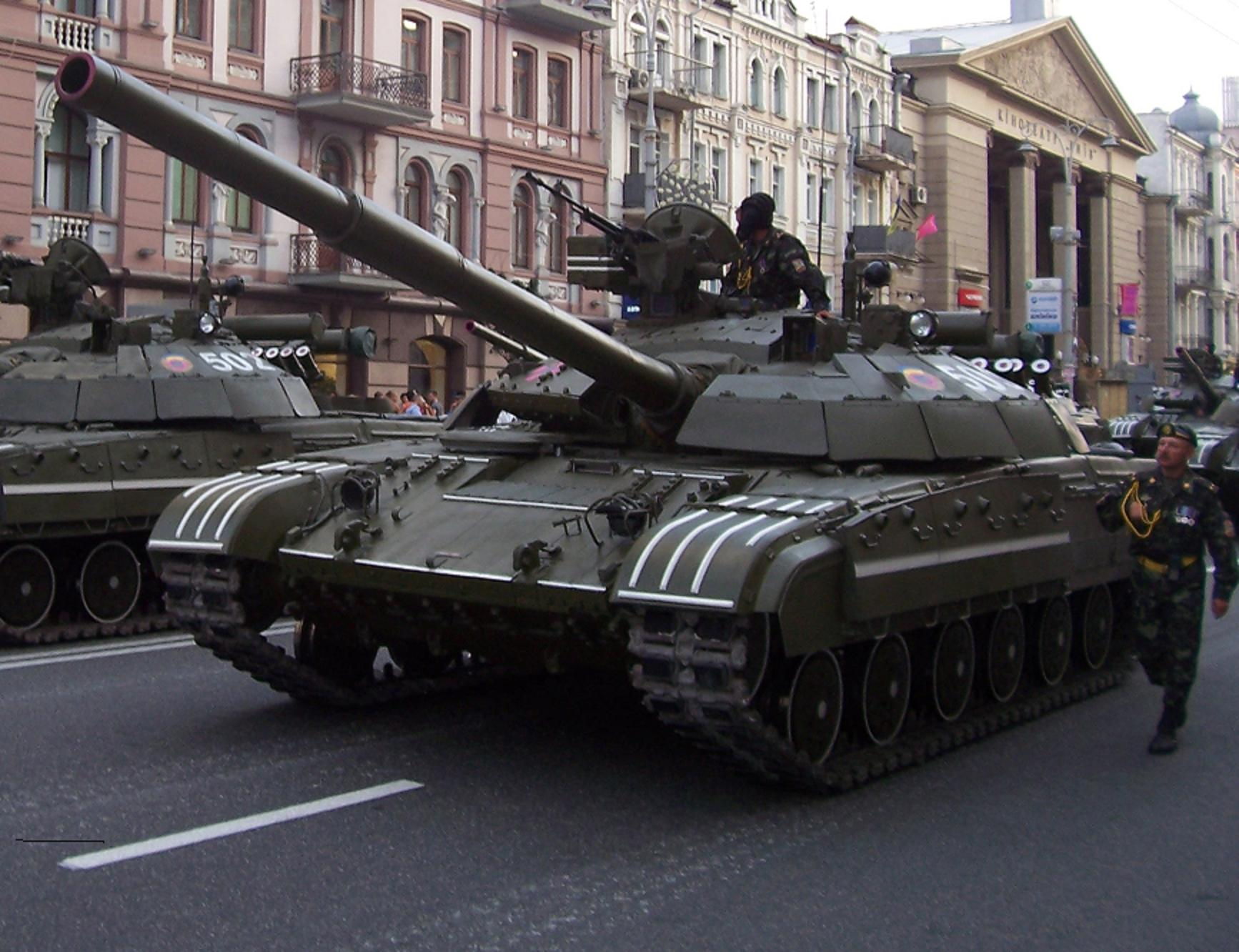
БМ «Булат»
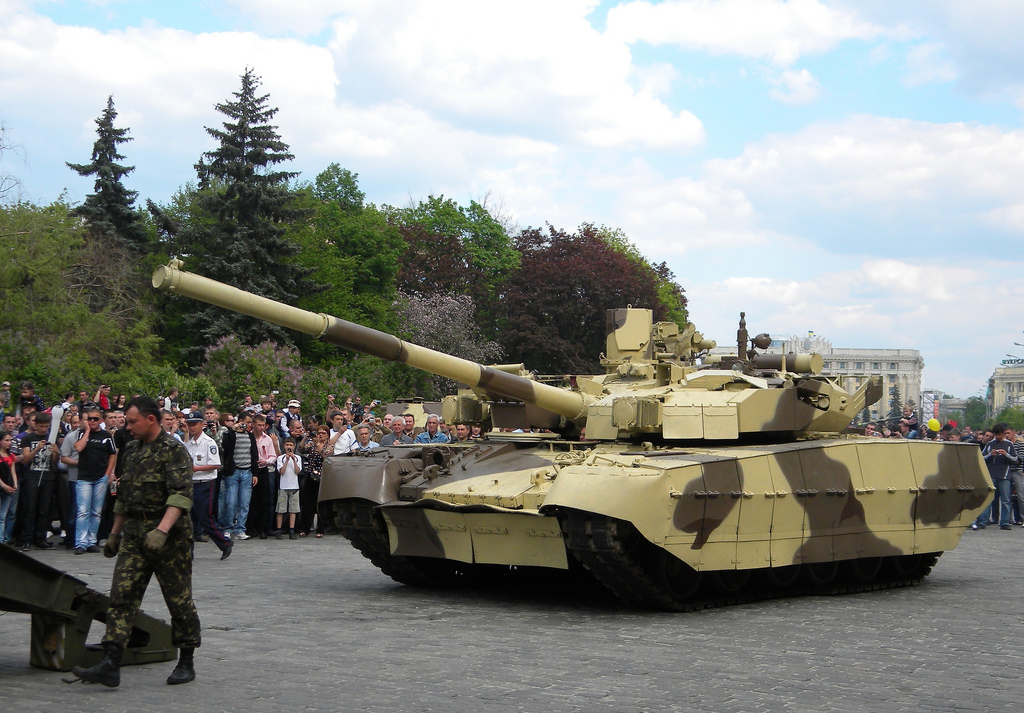
БМ «Оплот»
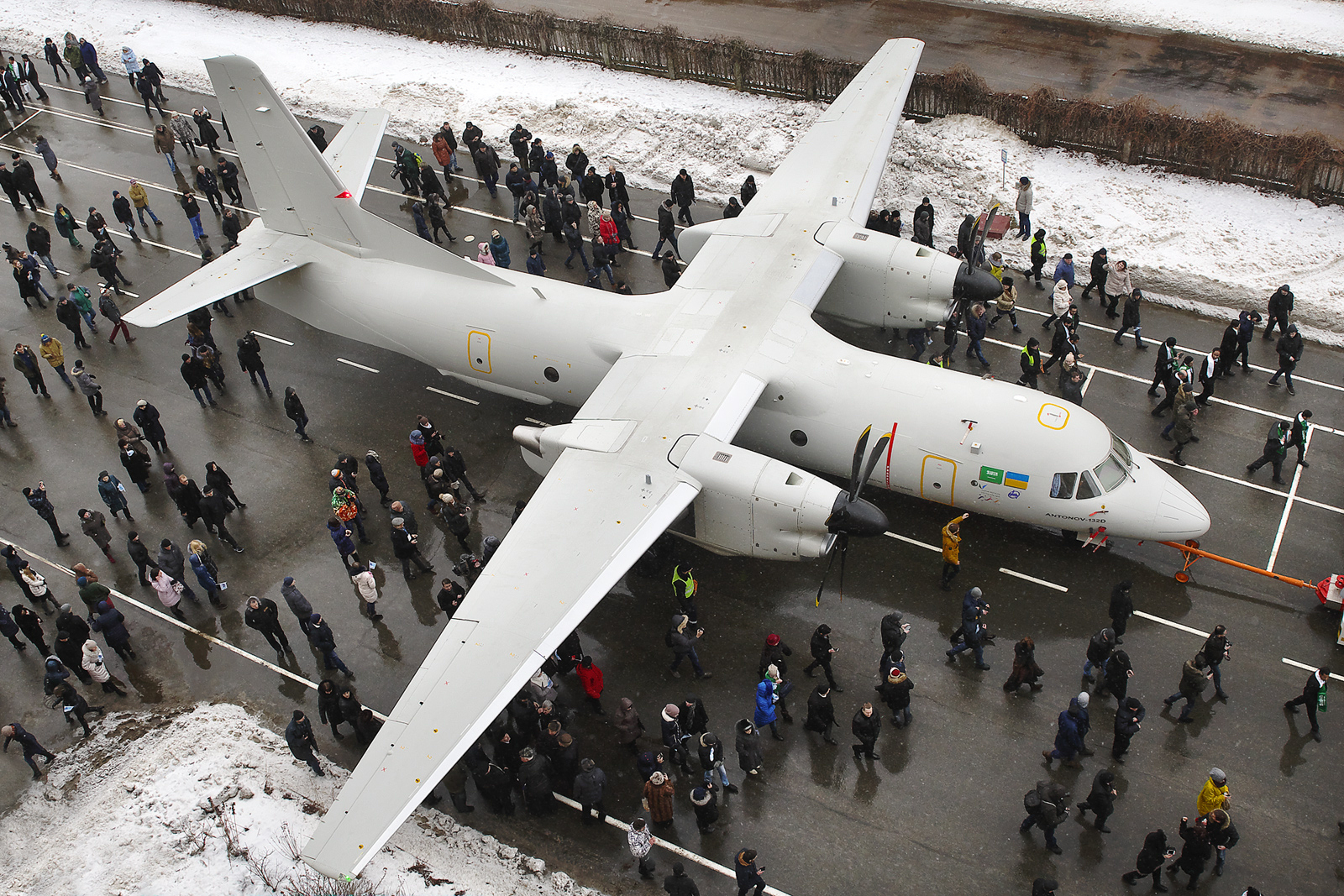
Ан-132
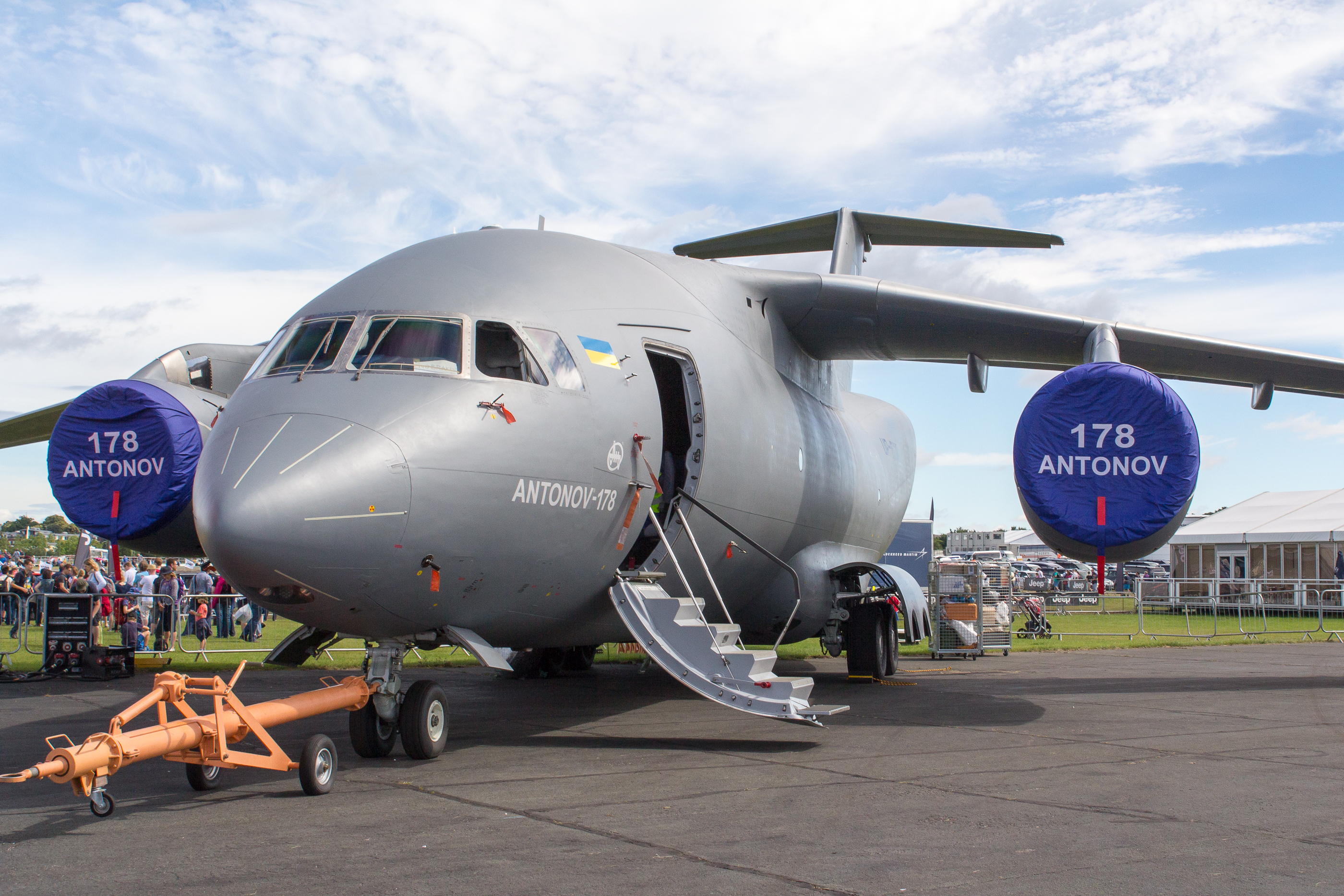
Ан-178
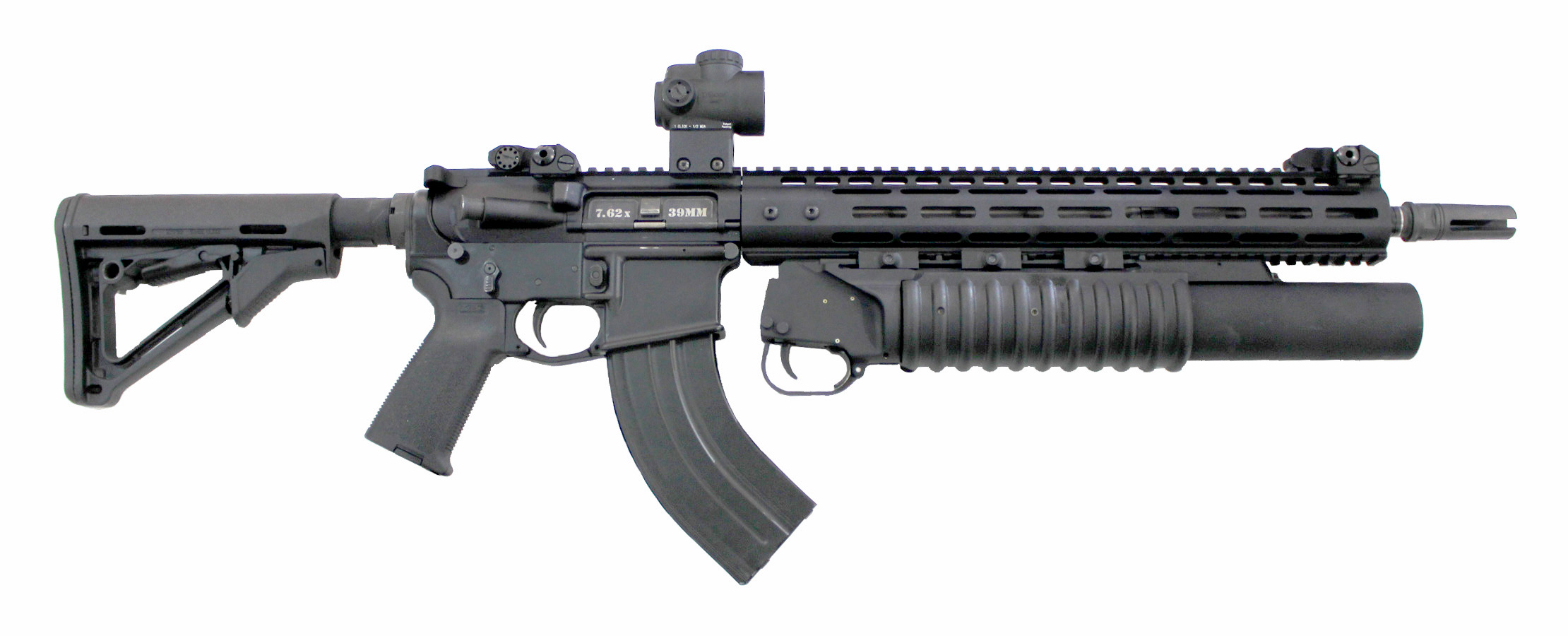
M4 – WAC-47
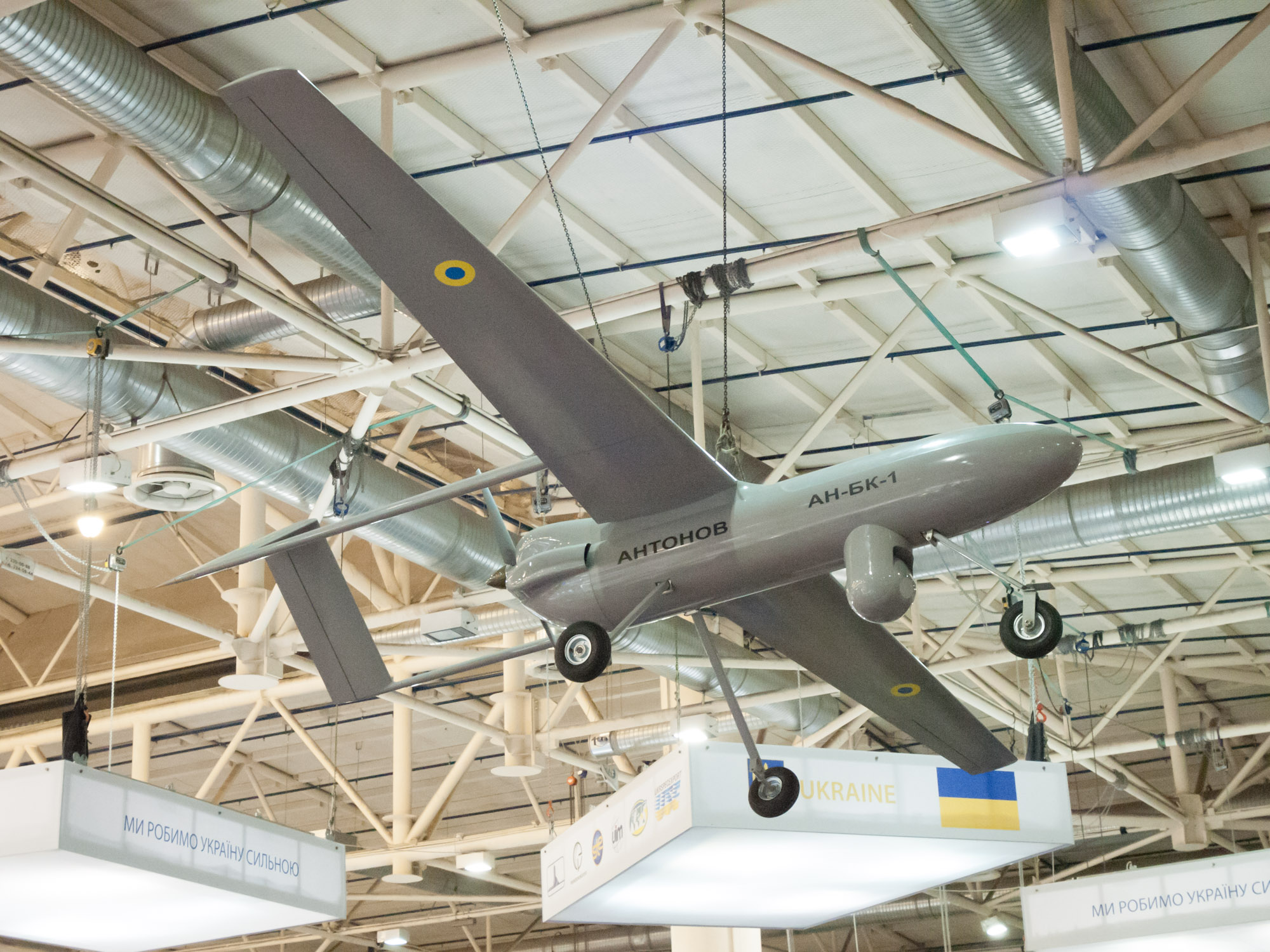
Горлиця (безпілотний авіаційний комплекс)
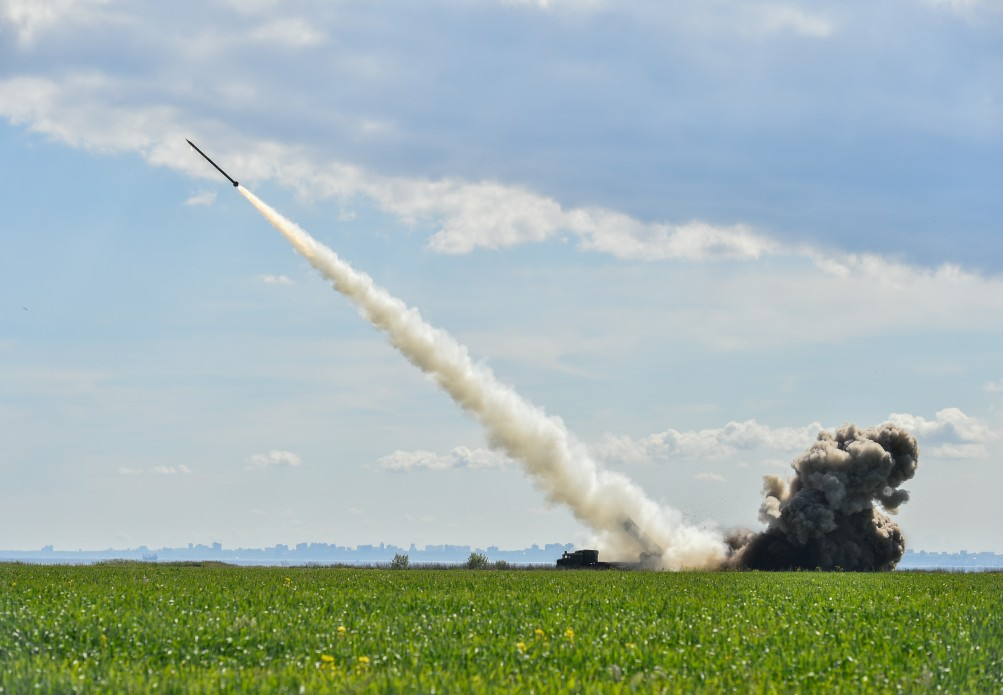
Вільха (ракетний комплекс)
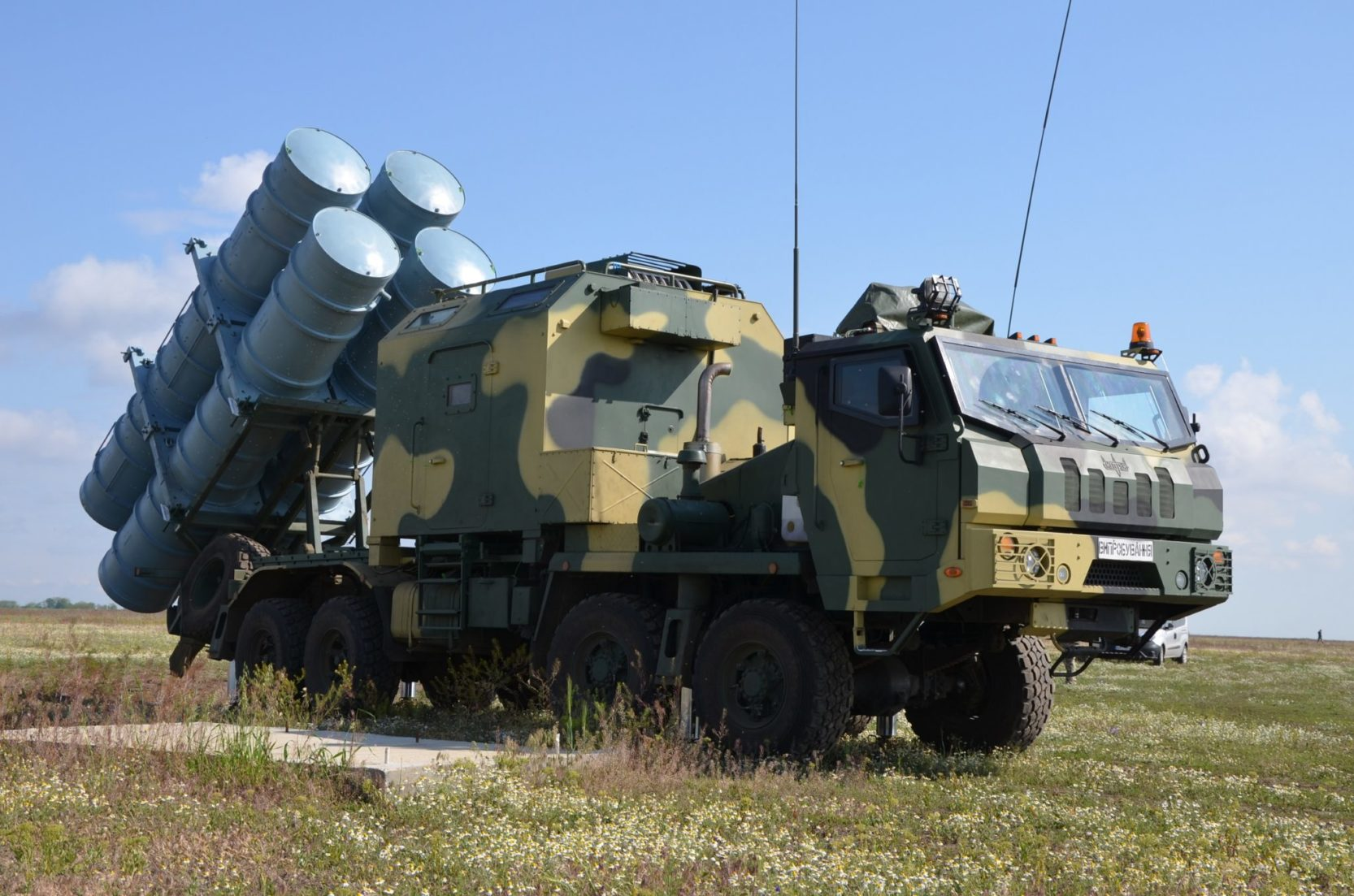
РК-360МЦ «Нептун» (береговий ракетний комплекс)
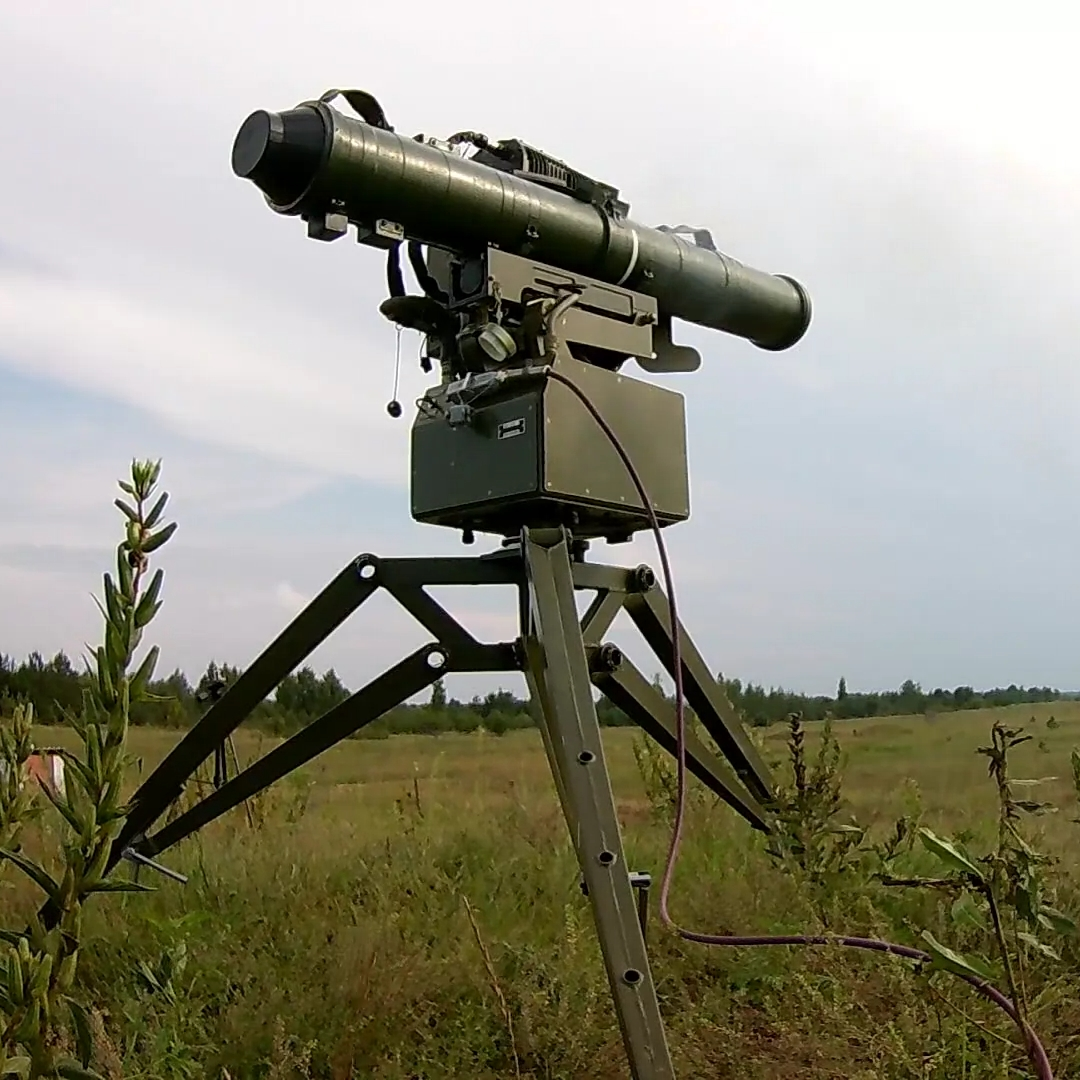
Стугна-П (ПТРК)
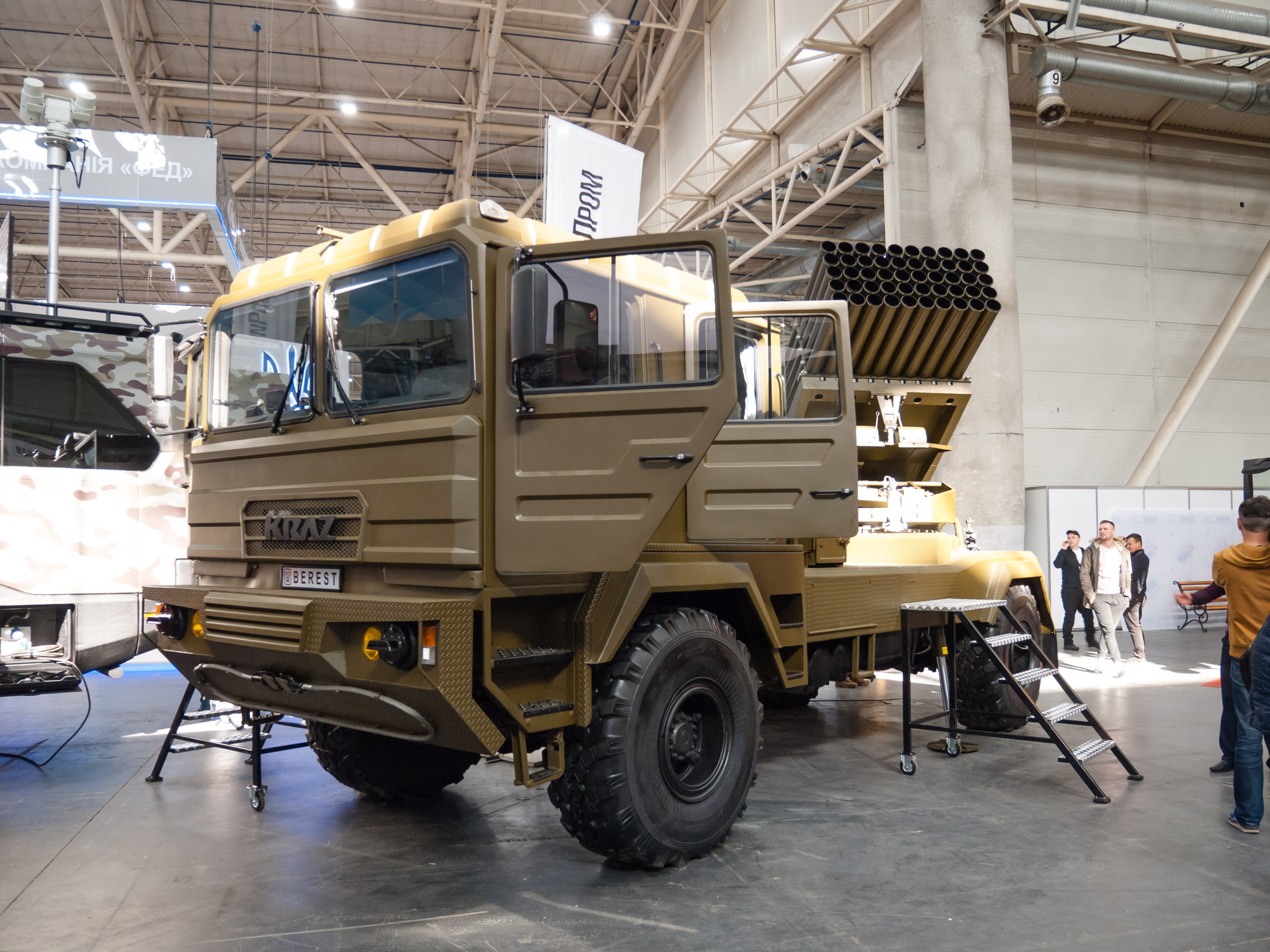
БМ-21УМ «Берест»
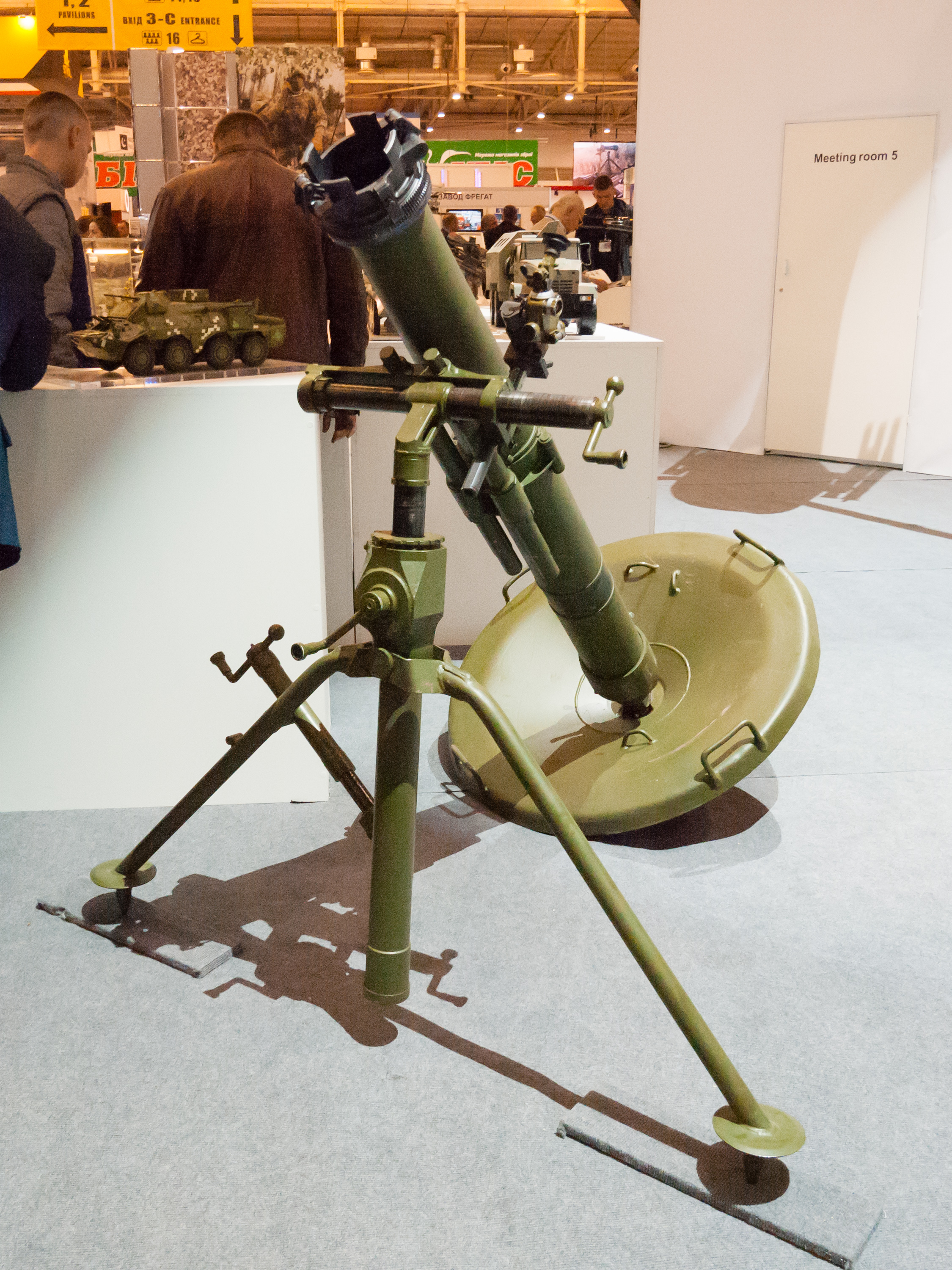
Міномет "Молот"